# Bożejów
Bożejów (niem. Emilienhütte) – część miejscowości Radomierowice, położonej w Polsce, w województwie opolskim, w powiecie opolskim, w gminie Murów, w borach stobrawskich. Miejscowość wchodzi w skład sołectwa Radomierowice.

## Historia
1 października 1948 roku nadano miejscowości, będącej wówczas związanej administracyjnie z Młodnikiem, polską nazwę Bożejów.

## Zamek Bożejów
Zamek Bożejów, położony w Stobrawskim Parku Krajobrazowym, został zbudowany w 1801 r. przez niemiecką arystokrację. Budynek przeszedł gruntowną przebudowę ok. 1911 roku pod okiem znanego wrocławskiego architekta Richarda Mohr. Przed 2 wojną światową, w polowaniach, organizowanych przez właścicieli zamku, brał udział między innymi Arcyksiążę Franciszek Ferdynand, a także arystokracja pruska. Po wojnie posiadłość uległa dewastacji. W latach 2014–2018 zamek został gruntownie wyremontowany przez rodzinę Garack, zachowując swój niepowtarzalny klimat myśliwski. Obecnie mieści się tam butikowy hotel z restauracją i strefą SPA.
Eklektyczny zamek posiada konstrukcję szachulcową oraz drewniany, wielospadowy dach kryty dachówką. Pałac wznosi się na planie zbliżonym do prostokąta, jego zwarta bryła urozmaicona jest kilkoma loggiami oraz balkonami. Na elewacjach zaakcentowana jest konstrukcja szachulcowa górnych partii budynku. 99% stolarki okiennej, stolarka drzwiowa, podłogi oraz klatki schodowe są oryginalne. Zachowała się również kamienna tablica fundatora wmurowana, nieopodal wejścia głównego. Przedwojenne wspomnienia tej niezwykłej posiadłości zostały uwiecznione w książce Emilienhütte - Meine Welt autorstwa poprzedniego właściciela H. Wodarza. 

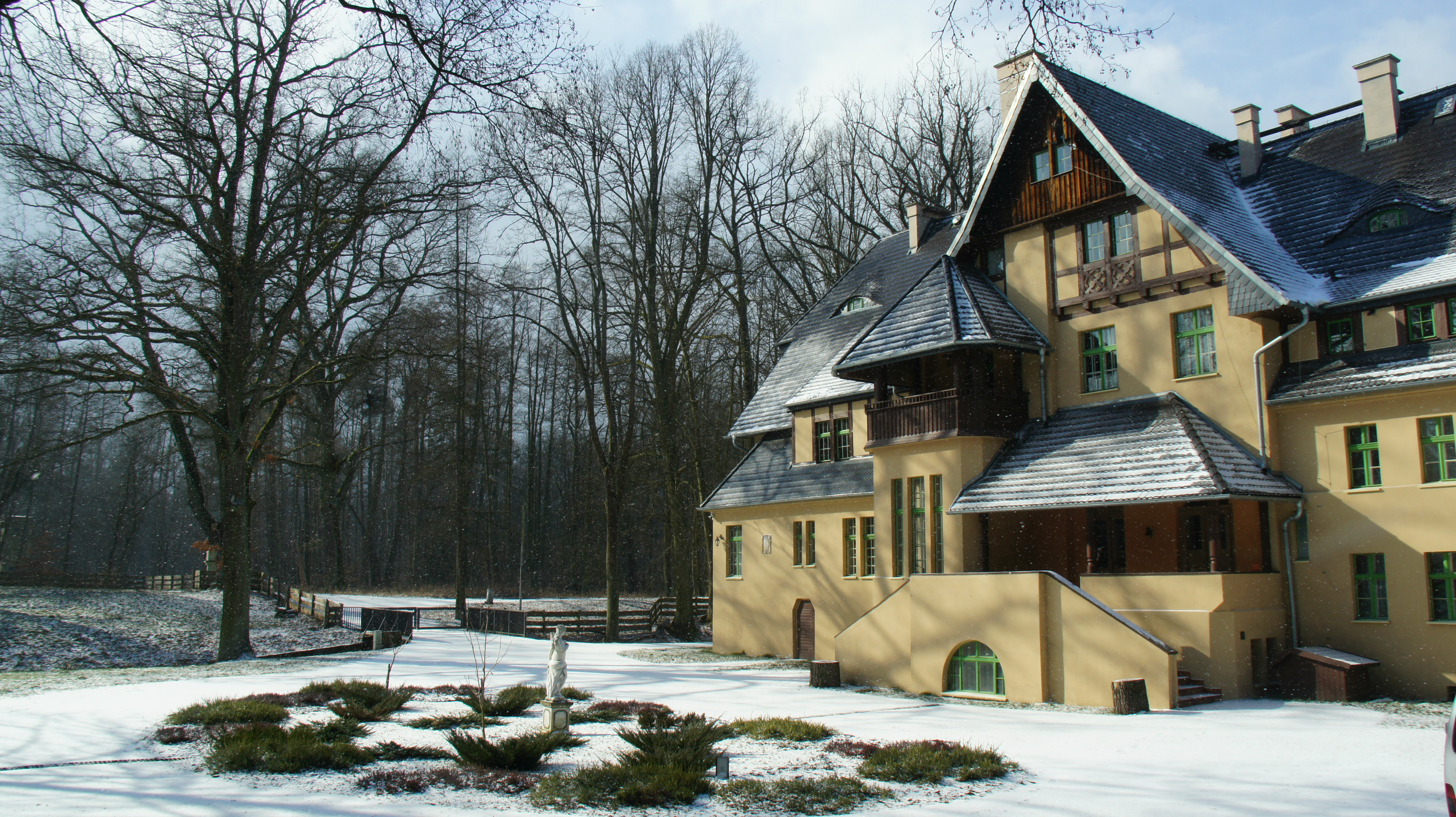
Odremontowany Zamek Bożejów w lutym 2018.

### Demografia
| Rok                | 2006 | 2012 |
| Liczba mieszkańców | 9    | 11   |

(Źródła:.)